# Чад на Летњим олимпијским играма 2008.
Чад је учествовао са два такмичара на Летњим олимпијским играма 2008. одржаним у Пекингу у Кини. То је било 10 учешће Чада на олимпијским играма. Чадски спортисти су се такмичили у атлетици. 
На свечаном отварању заставу Чада је носила атлетичарка Хиникиса Албертин Ндикерт, која је уједно са својих 15 година и 336 дана била у најмлађи олимпијац Чада од када учествује на олимпијаким играма.

## Атлетика

### Мушкарци
| Атлетичар   | Дисциплина | Група    | Група | Четвртфинале     | Четвртфинале     | Полуфинале       | Полуфинале       | Финале           | Финале           | Детаљи |
| Атлетичар   | Дисциплина | Резултат | Место | Резултат         | Место            | Резултат         | Место            | Резултат         | Место            | Детаљи |
| ----------- | ---------- | -------- | ----- | ---------------- | ---------------- | ---------------- | ---------------- | ---------------- | ---------------- | ------ |
| Муми Себерг | 100 м      | 11,41    | 78/80 | Није се пласирао | Није се пласирао | Није се пласирао | Није се пласирао | Није се пласирао | Није се пласирао |        |

### Жене
| Атлетичарка               | Дисциплина | Група    | Група | Четвртфинале      | Четвртфинале      | Полуфинале        | Полуфинале        | Финале            | Финале            | Детаљи |
| Атлетичарка               | Дисциплина | Резултат | Место | Резултат          | Место             | Резултат          | Место             | Резултат          | Место             | Детаљи |
| ------------------------- | ---------- | -------- | ----- | ----------------- | ----------------- | ----------------- | ----------------- | ----------------- | ----------------- | ------ |
| Хиникиса Албертин Ндикерт | 100 м      | 12,55    | 64/85 | Није се пласирала | Није се пласирала | Није се пласирала | Није се пласирала | Није се пласирала | Није се пласирала |        |